# Miracolo italiano (Stefano Rosso)
Miracolo italiano è una raccola del cantautore italiano Stefano Rosso, pubblicato nel 1997 dall'etichetta discografica BMG Ricordi.

## Descrizione
Dopo otto anni dall'ultimo lavoro Stefano Rosso pubblica questa raccolta che contiene anche tre inediti, uno di questi è la canzone che dà il titolo all'album, Miracolo italiano, ed è interpretata insieme alla cantante Fiammetta.
Gli altri due inediti sono Il fiore del male e Canzone per un anno.
Il brano forse più conosciuto, Una storia disonesta, è preceduta dal sottotitolo Lo spinello probabilmente per raggiungere un pubblico ancora più vasto.

## Tracce
1. Miracolo italiano (feat. Fiammetta) – 4:06
2. I fiori del male – 4:23
3. (Lo spinello) Una storia disonesta – 2:43
4. Odio chi – 2:47
5. Canzone per un anno – 6:30
6. E allora senti cosa fò – 3:58
7. (parte I) (via della Scala) Letto 26 – 3:25
8. Compleanno – 3:14
9. Colpo di Stato – 3:32
10. Quando la Luna – 4:09
11. Reichiana – 3:45
12. Anche se fosse peggio – 3:00
13. Bologna 77 – 4:00
14. Libertà...e scusate se è poco – 3:48
15. Passeggiata – 3:59
16. (parte II) (via della Scala) Letto 26 – 3:45

Durata totale: 61:04

## Formazione
- Stefano Rosso - voce, chitarra
- Fiammetta - voce (traccia 1)